# Banker-Lampe

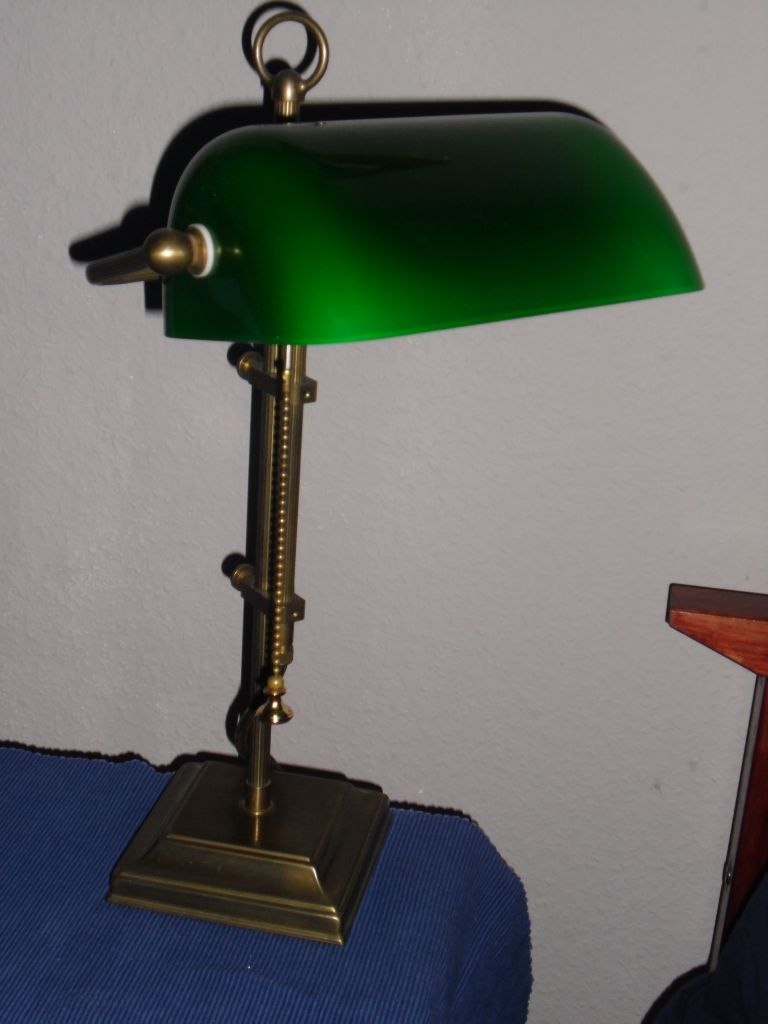
Klassische Bankierlampe aus Messing mit grünem Glasschirm

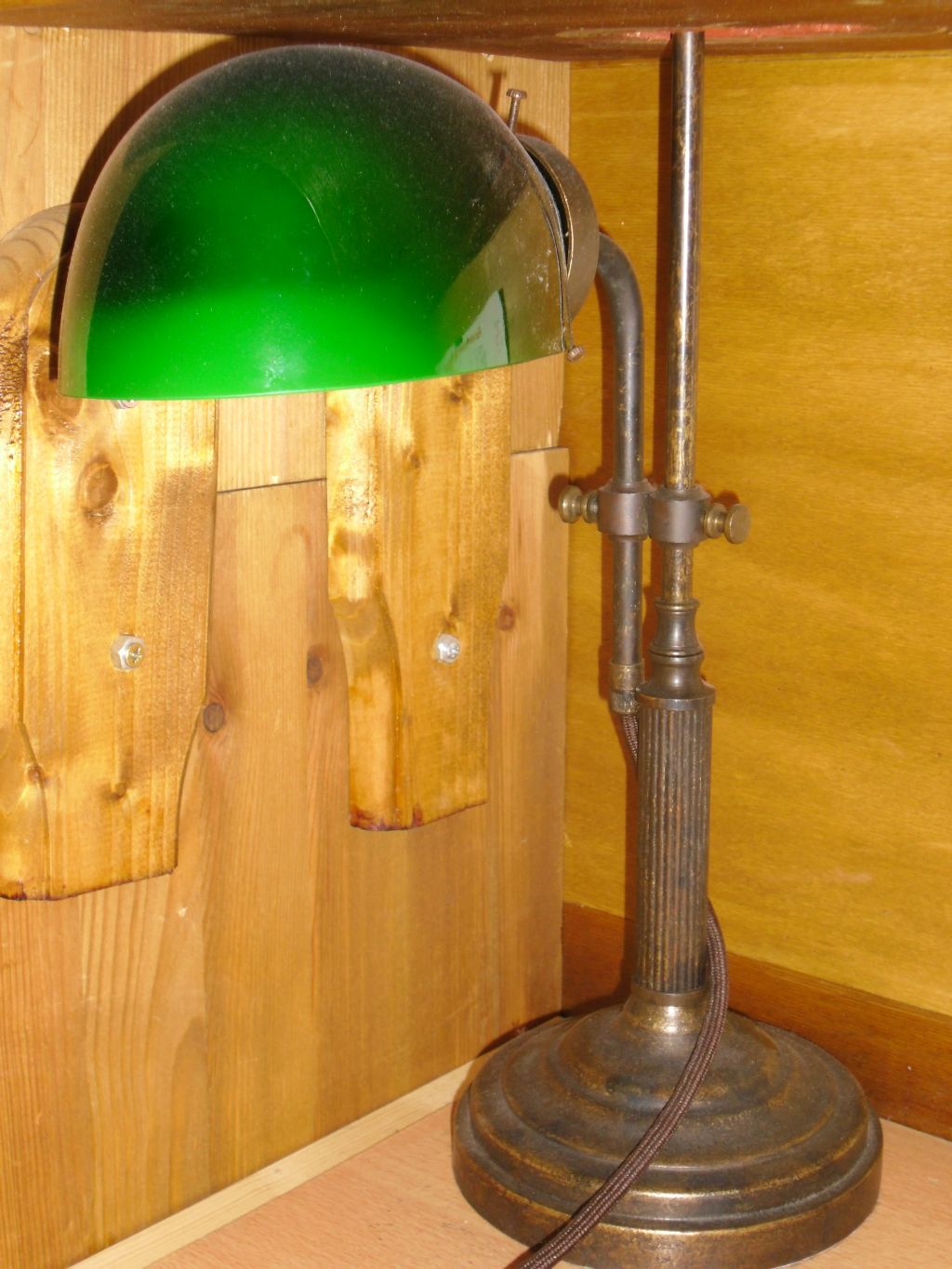
Bankierlampe aus Messing mit alternativem Schirm

Eine Banker-Lampe (aus dem Englischen Banker’s Lamp), auch Bankierlampe genannt, ist eine Leuchte, deren Design aus der Zeit des Art déco nach Vorläufern aus der Belle Epoque in den 1920er- und 1930er-Jahren stammt.
Das ursprüngliche Modell wurde in den USA von Harrison D. McFaddin gestaltet, patentiert und ab 1909 unter dem Namen Emeralite (Kofferwort aus Emerald für Smaragd und Lite, Abwandlung von Light für Licht) produziert. Sie fand zunächst weite Verbreitung in Bibliotheken, Gerichten, Anwaltskanzleien, Banken und Geschäftsbüros. Daher ist sie bis heute häufig in Filmen aus US-amerikanischer Produktion zu sehen. Mittlerweile gibt es viele Nachbauten, die das Design aufgreifen.
Typischerweise besteht die Banker-Lampe aus einem Fuß aus Messing mit stoffumketteltem Stromkabel und einem grünen schwenkbaren Schirm. Das Glas des Schirms besteht im Original aus zwei Schichten: farbig außen, weiß innen. Damit gibt die Leuchte nach außen ein gedämpftes, unaufdringliches Licht ab, während die Lesevorlage ausreichend mit weißem Licht ausgeleuchtet wird.